# Sült tea

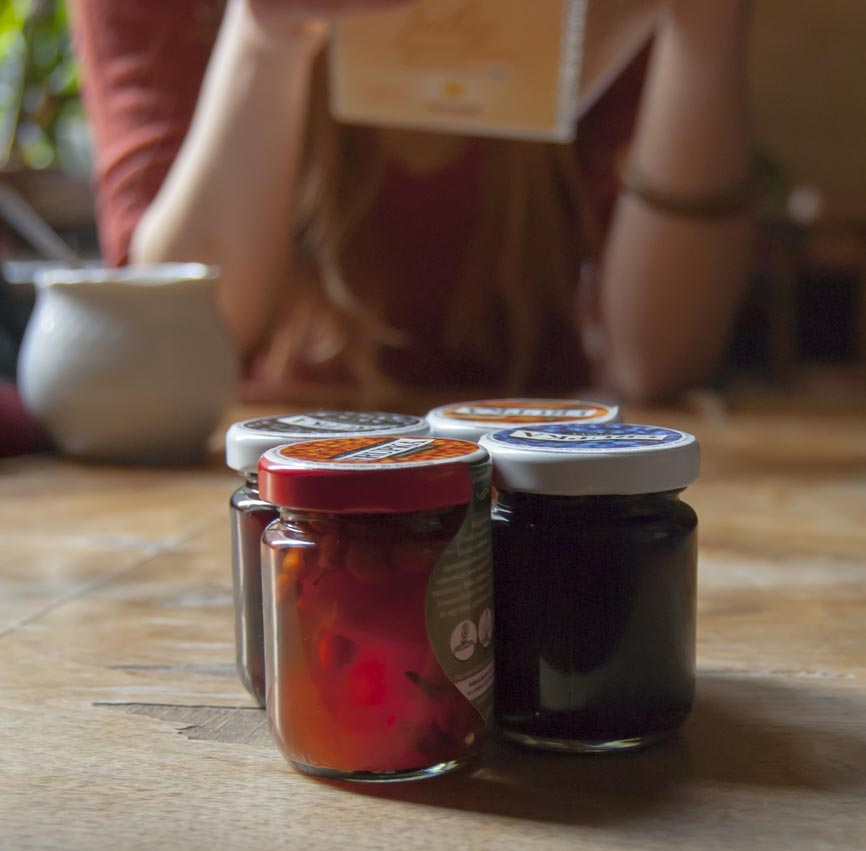
Sült tea koncentrátum üvegben

A sült tea (csehül: pečený čaj) gyümölcsökből és azok természetes gyümölcskoncentrátumából készülő gyümölcstea. Többféle elkészítési módja létezik, de a legismertebb a forró ital.

## Eredete
A sült tea hagyományos recept, amelyet körülbelül 150 éve készítenek Csehországban házilag. Mivel a recept régre nyúlik vissza, az eredeti, hagyományos sült tea nem tartalmaz a gyümölcsön, valamilyen édesítőszeren (cukor vagy fruktóz) és a fűszeren kívül semmilyen más adalékanyagot.

## Gyártása
A megtisztított, friss vagy fagyasztott gyümölcsöket hőálló tálba vagy tepsibe teszik, és a sütőbe helyezik. Sütés során a gyümölcsök különleges ízkaraktereket vesznek fel. Különféle fűszerekkel (fahéj, kardamom, gyömbér, csillagánizs stb.) és bizonyos gyümölcsök kombinálásával különleges és egyedi ízek érhetőek el. A koncentrátumokat üvegekben teszik el, és hőkezeléssel (dunsztolással) tartósítják, így nem szükséges hozzáadni tartósítószert.

## Fogyasztása

### Forró italként
A koncentrátumot az előírt (vagy egyéni preferencia szerinti) mennyiségű forró vízzel kell felönteni, és gyakorlatilag fogyasztásra kész. Nem igényel ugyanis áztatást, mint a szálas teák, hiszen a koncentrátum adja az ital ízét. A friss gyümölcsök a bögre vagy pohár alján elfogyaszthatóak, sőt, kifejezetten ezek a gyümölcsök jelentik a sült tea fő különbségét a hagyományos teától.

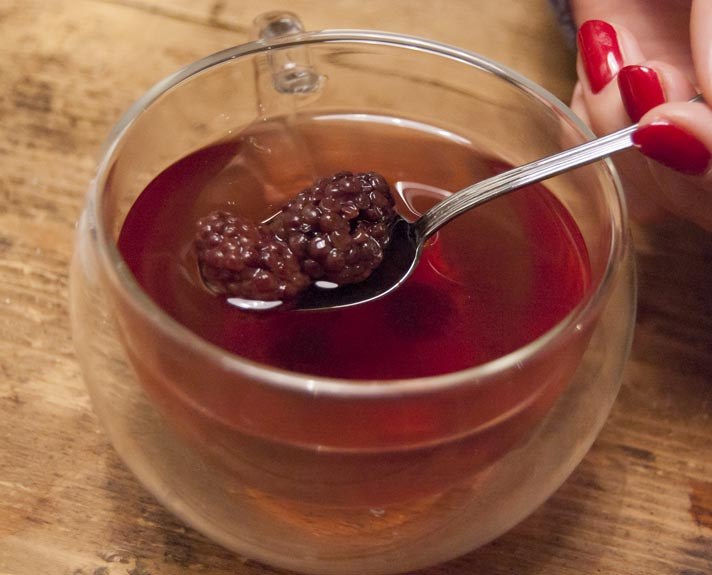
Forró sült tea gyümölcsökkel

### Hideg italként
A sült teát hidegen is fogyasztják. Ilyenkor az elkészítése megegyezik a forró ital készítésével, csupán forró helyett hideg vizet adunk hozzá (de azonos mennyiségűt). A különféle receptek közé tartozik az alkoholos koktélalapként való felhasználás is.

### Egyéb fogyasztási módok
A sült tea sűrű, gyümölcsdarabokkal teli koncentrátum, tehát hideg vagy meleg tejes milkshake-ek, fagylaltok, öntetek és egyéb (pl. alkoholos) italok készítésére is ideális.

## Forgalmazása
Csehországban több cég is gyárt sült teát; a hagyományos recept alapján, hozzáadott tartósítószer, színezék nélkül, cukorral vagy cukor nélkül (édesítőszerrel). Ezt a receptúrát Szlovákiában és Magyarországon is forgalmazzák.

## Ízek
Elkészíthető a legnépszerűbb bogyós gyümölcsökből (ilyen a feketeribizli, a feketeszeder, az áfonya, a vörösáfonya, vagy éppen a manapság egyre népszerűbb homoktövis), valamint olyan héjas gyümölcsökből, amelyek egyben megsüthetőek, és nem esnek szét teljesen sütés közben. Magyarországon jelenleg húszféle gyümölcsből készült sült teát lehet vásárolni, amelyek az alábbiak:
- Áfonya
- Alma
- Aloe vera
- Bodzabogyó
- Citrom
- Eper
- Fekete berkenye
- Feketeszeder
- Feketeribizli
- gyömbér
- Homoktövis
- Körte
- Málna
- Meggy
- Mentás alma
- Narancs
- Sárgabarack
- Szilva
- Vaníliás eper
- Vörös-áfonya

## Egyéb receptek
A sült teát az eredetitől eltérő receptek szerint is készítik. Ennek készítéséhez mézet, cukrot, szárított gyümölcsöt vagy más, nem közvetlenül gyümölcs eredetű anyagot (zselésítő anyagot, ízfokozót vagy színezéket) is felhasználnak. Mivel nem létezik bejegyzett, levédett recept az eredeti, csak gyümölcsből készülő verzióra, így ezt is gyakran hívják „eredeti sült teának”, pedig valójában kevés köze van hozzá. Mindössze elkészítésében és fogyasztásában hasonlít, külleme és íze azonban jelentősen eltér.